# Grootkopschildpad
De grootkopschildpad (Platysternon megacephalum) is een schildpad uit de familie grootkopschildpadden (Platysternidae).
De soort werd voor het eerst wetenschappelijk beschreven door John Edward Gray in 1831. Later werd de wetenschappelijke naam Platysternon megacephalus gebruikt. De soortaanduiding megacephalum is afgeleid van μέγας (megas), 'groot' en κεφαλή (kephalē), 'hoofd'.

## Uiterlijke kenmerken
De schildlengte is maximaal 20 centimeter en hoewel de schildpad inderdaad een buitenproportioneel grote kop heeft, kan de soort net zo goed langstaartschildpad worden genoemd. De bepanserde staart is bijna even lang als het schild in tegenstelling tot de meeste schildpadden die een zeer korte staart hebben. Zowel de staart als de kop kunnen niet in het schild worden teruggetrokken. Omdat deze soort erg grote en sterke kaken heeft, zijn er maar weinig predatoren die het gevecht direct met de kop aangaan. De poten zijn door de goed ontwikkelde zwemvliezen erg breed en het schild is relatief klein en zeer plat, roestbruin van kleur en meestal erg glad.

## Algemeen
De schildpad blijft het liefst in het water maar zont soms op takken en boomstronken. Opmerkelijk is dat de schildpad soms in bomen klimt, hierbij wordt de bek als grijporgaan gebruikt. Op het land is dit dier erg op zijn hoede en agressief omdat het hier kwetsbaar is. De grootkopschildpad komt voor in Myanmar, Thailand en zuidelijk China. De habitat bestaat uit beken en stromen met enige diepte, maar ook wel in rivieren en grotere meren, de soort komt niet algemeen voor. Het voedsel bestaat uit vissen, maar ook insecten, wormen en soms plantendelen als bladeren, knoppen en vruchten worden gegeten.

## Ondersoorten
Er worden drie ondersoorten erkend, die verschillen in het uiterlijk en het verspreidingsgebied.
- Ondersoort Platysternon megacephalum megacephalum
- Ondersoort Platysternon megacephalum peguense
- Ondersoort Platysternon megacephalum shiui